# Film marocchini proposti per l'Oscar al miglior film straniero
A partire dal 1978 il Marocco ha cominciato a presentare film all'Academy of Motion Picture Arts and Sciences che lo rappresentassero all'Oscar come miglior film di lingua straniera. 
Tuttavia fino ad ora nessun film marocchino è entrato a far parte della cinquina finale delle nomination.
| Anno | Film                               | Regia                | Risultato     |
| ---- | ---------------------------------- | -------------------- | ------------- |
| 1978 | Noces de sang                      | Souheil Ben-Barka    | Non candidato |
| 1999 | Mektoub                            | Nabil Ayouch         | Non candidato |
| 2001 | Ali Zaoua, prince de la rue        | Nabil Ayouch         | Non candidato |
| 2007 | La Symphonie marocaine             | Kamal Kamal          | Non candidato |
| 2009 | Adieu mères                        | Mohamed Ismaïl       | Non candidato |
| 2010 | Casanegra                          | Nour Eddine Lakhmari | Non candidato |
| 2012 | Omar m'a tuer                      | Roschdy Zem          | Short-list    |
| 2013 | Mort à vendre                      | Faouzi Bensaïdi      | Non candidato |
| 2014 | Les Chevaux de Dieu                | Nabil Ayouch         | Non candidato |
| 2015 | La Lune rouge                      | Hassan Benjelloun    | Non candidato |
| 2016 | Aida                               | Driss Mrini          | Non candidato |
| 2017 | A Mile in My Shoes                 | Said Khallaf         | Non candidato |
| 2018 | Razzia                             | Nabil Ayouch         | Non candidato |
| 2019 | Burnout                            | Nour-Eddine Lakhmari | Non candidato |
| 2020 | Adam                               | Maryam Touzani       | Non candidato |
| 2021 | Le Miracle du Saint Inconnu        | Alaa Eddine Aljem    | Non candidato |
| 2022 | Casablanca Beats (Haut et Fort)    | Nabil Ayouch         | Non candidato |
| 2023 | Il caftano blu (Le Bleu du caftan) | Maryam Touzani       | Short-list    |

| Non candidato  | Il film è stato proposto per la candidatura, ma non è stato selezionato dall'Academy of Motion Picture Arts and Sciences.  |
| Short-list     | Il film è entrato nella "short-list" stilata a gennaio dei nove candidati per l'Oscar al miglior film straniero            |
| Candidato      | Il film è entrato a far parte dei cinque candidati per l'Oscar al miglior film straniero.                                  |
| Vincitore      | Il film ha vinto l'Oscar al miglior film straniero.                                                                        |
| Oscar speciale | Il film ha vinto l'Oscar speciale assegnato tra il 1948 ed il 1956, periodo di tempo in cui non esisteva ancora il premio. |